# دارتالابیان
دارتالابیان (Taxodiaceae) تیره‌ای از کاج‌سانان درختی تک‌پایه همیشه‌سبز و نیمه‌همیشه‌سبز یا خزان‌دار با نُه سرده و دوازده گونه که در آسیا و آمریکای شمالی و تاسمانی پراکنده‌اند؛ این گیاهان دارای تنه‌ای صاف با انشعابات فراهم و برگ‌هایی مارپیچی یا پراکنده هستند و دانه‌هایشان که با بالی نازک احاطه شده صاف یا سه‌گوش است.